# تریسی ای برگمن
 تریسی ای برگمن (انگلیسی: Tracey E. Bregman؛ زادهٔ ۲۹ مهٔ ۱۹۶۳) یک هنرپیشه اهل ایالات متحده آمریکا است. وی از سال ۱۹۷۸ میلادی تاکنون مشغول فعالیت بوده‌است.